# Svenska Logopedförbundet

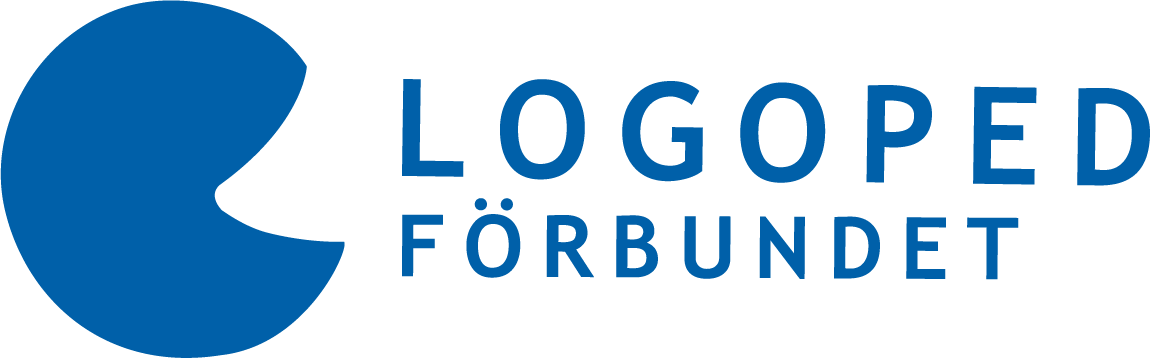
Logopedförbundets logotyp

Svenska Logopedförbundet, Slof, är en professionsförening som organiserar logopeder i Sverige. Svenska Logopedförbundet är en delförening i fackförbundet SRAT, som i sin tur är en del av Saco.